# Колієвимірювальний вагон

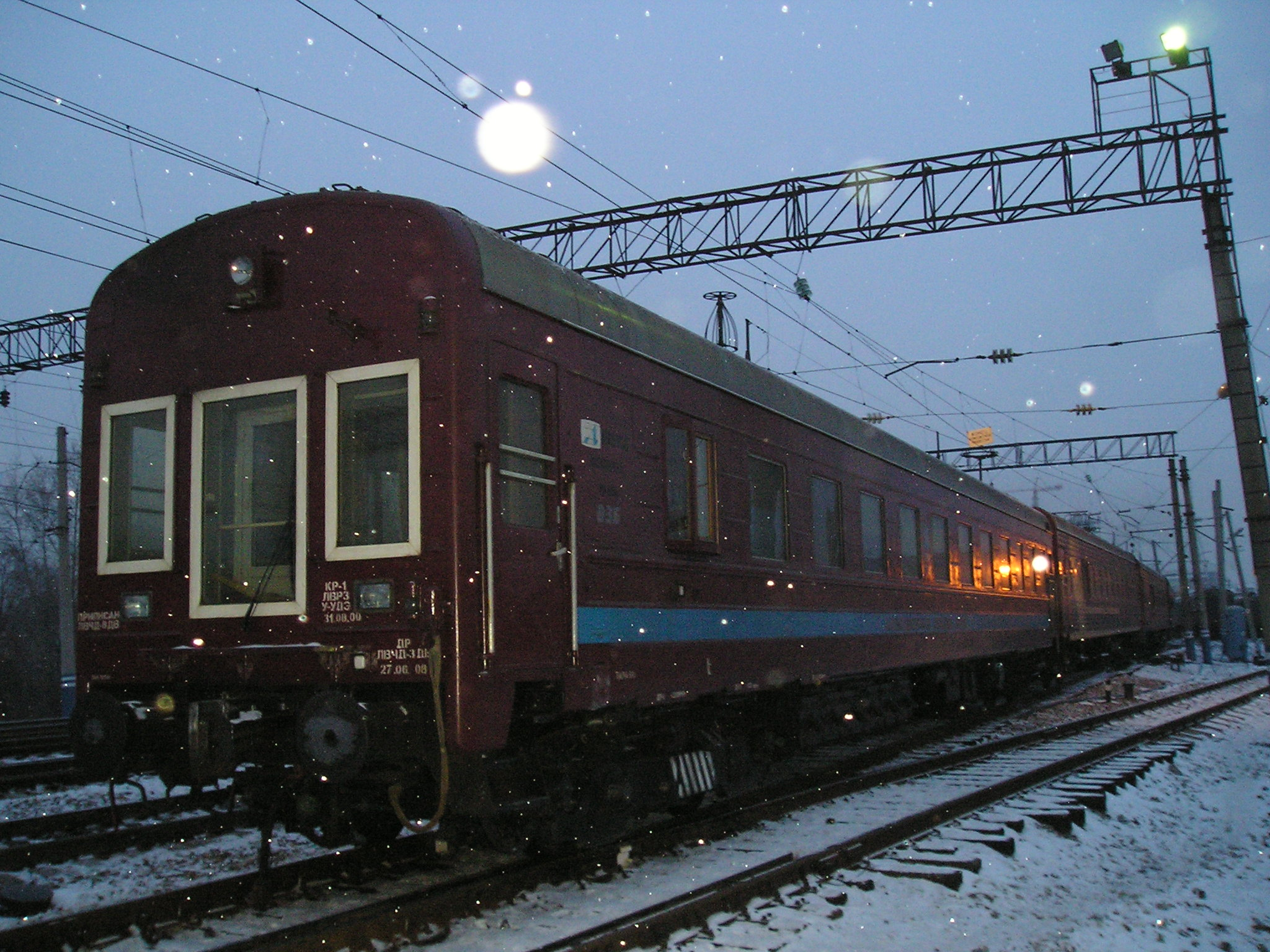
Вагон-колієвимірювач КВЛ-П

Колієвимірювач, або Колієвимірювальний вагон — пересувна одиниця (вагон або автомотриса), призначена для суцільного швидкісного контролю стану рейкової колії під динамічним навантаженням. Існують два способи вимірювання: контактний (за допомогою роликів, вимірювальних візків або зняття вимірювань з ходових візків) і безконтактний (лазерними далекомірами).

## Історія
Перший колієвимірювач з механічним записом дефектів на паперовій стрічці, створений в Російській імперії 1887 інженером українського походження Лівчаком. На залізницях з шириною колії 1520 мм використовується з 1920.

## Контролюючі параметри

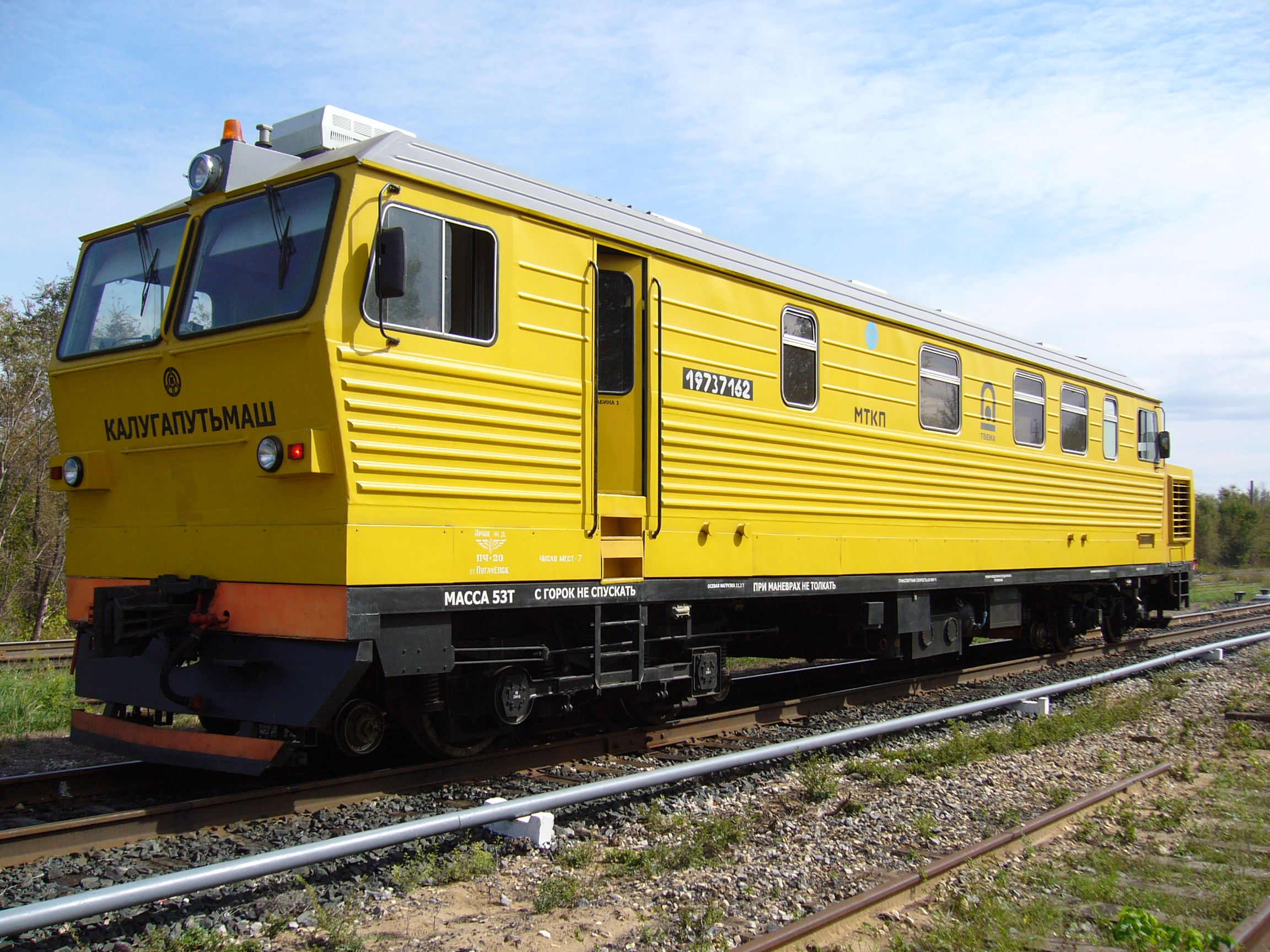
Колієвимірювальна автомотриса МТКП

Перелік контрольних параметрів різний в різних країнах, але завжди у його складі є шаблон (ширина і рівень колії, підвищення однієї рейки відносно іншої).
Самохідні колієвимірювачі на базі автомотрис належать до спеціального самохідного рухомого складу.